# Protoclepsydrops
Protoclepsydrops — вимерлий рід ранніх синапсидів, знайдений у Джоггінсі, Нова Шотландія. Назва означає «перший Clepsydrops» і вказує на те, що він є попередником інших ранніх синапсидів Clepsydrops.

## Опис
Як і Archaeothyris, Protoclepsydrops зовнішнім виглядом нагадував сучасну ящірку. Однак у Protoclepsydrops були примітивні хребці з крихітними нейронними відростками, типовими для їхніх предків-амніот. Protoclepsydrops відомий з кількох хребців і деяких плечових кісток.

## Класифікація
Його скелетні залишки вказують на те, що він міг бути більш близьким до синапсидів, ніж до зауропсидів. Якщо так, то це найстаріший відомий синапсид, хоча його статус не підтверджений, оскільки його останки надто фрагментарні. Протоклепсідропси жили трохи раніше археотирисів.